# Никопол (община)
Никопол (болг. Община Никопол) — община в Болгарии. Входит в состав Плевенской области. Население составляет 12 895 человек (на 21.07.05 г.).

## Состав общины
В состав общины входят следующие населённые пункты:
1. Асеново
2. Бацова-Махала
3. Выбел
4. Дебово
5. Драгаш-Войвода
6. Евлогиево
7. Жернов
8. Лозица
9. Любеново
10. Муселиево
11. Никопол
12. Новачене
13. Санадиново
14. Черковица